# I Am Mother
I Am Mother é um filme de suspense e ficção científica de 2019, dirigido por Grant Sputore, do roteiro de Michael Lloyd Green. É estrelado por Clara Rugaard, Rose Byrne e Hilary Swank.
Teve sua estreia mundial no Sundance Film Festival em 25 de janeiro de 2019. Foi lançado em vários países em 7 de junho de 2019, pela Netflix, e lançado nos cinemas na Austrália em 7 de junho de 2019, pela StudioCanal.

## Enredo
Após um evento de extinção, um búnquer automatizado projetado para renovar a humanidade é ativado. Um robô chamado Mãe cria um embrião humano e cuida dele por vários anos. Quando a criança pergunta por que Mãe só criou um embrião, Mãe diz que ela precisa praticar como ser uma bom mãe. Cerca de 38 anos depois, uma adolescente chamada Filha conserta a mão de Mãe. Mãe ensina Filha complexas lições morais e éticas, alertando-a sobre um próximo exame. Durante uma queda de energia, Filha captura um rato e corrige o defeito elétrico que causou. Quando a Mãe se energiza, ela incinera o rato sobre as objeções de Filha. Mãe explica que a contaminação da superfície terrestre torna qualquer contato com o mundo exterior potencialmente letal.
Filha fica cada vez mais curiosa sobre o mundo exterior. Enquanto explora a câmara de proteção do búnquer, Filha ouve uma mulher ferida pedindo ajuda externa. Filha abre a câmara, mas faz a mulher colocar um traje de proteção. Enquanto os alarmes soam, Mãe se aproxima e corre em direção a elas. Antes da chegada da Mãe, Filha esconde a mulher. Filha diz à Mãe que ela estava apenas curiosa sobre o mundo exterior. Mãe reitera seu aviso de que o mundo lá fora é inabitável. Depois que Filha é descontaminada, Mãe insiste que ela se prepare para o exame.
Depois que Mãe sai, Filha confisca um rifle dos pertences da mulher. Filha leva água para a mulher ferida, mas fica agitada quando a mulher tira o traje para beber. A mulher diz que não há contaminação. Ao perceber que há um robô no búnquer, a mulher exige agressivamente que Filha devolva seu rifle. Assustada, Filha grita. A mulher atira em Mãe ao chegar. Quando Mãe a desarma, Filha implora pela vida da mulher. Mãe concorda em ajudar a mulher e a leva para a enfermaria. Quando a mulher recusa a ajuda de Mãe, a Mãe a tranca lá. Mãe pede que Filha ganhe a confiança da mulher para que ela possa ajudar outros sobreviventes.
A mulher diz que robôs como Mãe caçam e matam os sobreviventes humanos. Filha encontra Mãe e pede desculpas por deixar entrar a mulher, e Mãe lhe pergunta sobre os sobreviventes. A mulher, agora sofrendo de sépsis, recusa novamente a ajuda de Mãe, então Filha realiza uma cirurgia na mulher. Quando a mulher se recupera, ela e Filha se conversam quando Mãe as observa. mulher diz que os sobreviventes vivem em uma mina. Filha pede que a mulher fique com eles, e a mulher se oferece para trazer Filha para a mina. A Mãe os interrompe para dizer à Filha que faça o exame. Quando saem, Mãe diz que a mulher mentiu sobre ser baleada por um robô; a bala é de seu próprio rifle. Apesar do estímulo de Mãe, Filha não diz nada sobre os sobreviventes. Depois de fazer o exame, que consiste em medições psicológicas, Mãe recompensa Filha, deixando-a escolher um novo embrião para nascer e crescer.
A Filha confronta a mulher, que a aconselha a verificar as balas sozinha. Usando a mão quebrada de Mãe para contornar a segurança, Filha descobre que as balas não combinam. Investigando ainda mais, ela percebe que a Mãe já havia criado vários outros embriões antes dela e encontra a mandíbula de um ser humano incinerado. Filha fica apavorada, e concorda em sair com a mulher, mas Mãe revela que conhece o plano delas. Enquanto Mãe tortura a mulher em busca de informações sobre sobreviventes, Filha invade um quarto trancado, dispara um alarme de incêndio e se junta à mulher. Para escapar, a mulher toma Filha como refém e força a mãe a abrir a eclusa de ar. Embora chateada, Filha segue a mulher através de um deserto desolado, evitando robôs, alguns dos quais parecem estar reconstruindo e terraformando o planeta. Ela fica horrorizada ao descobrir que a mulher estava mentido, morava sozinha e que havia fugido da mina anos antes.
Filha retorna ao búnquer, que agora é vigiado por robôs. Eles a deixaram passar e ela bloqueia manualmente a eclusa de ar atrás dela. Depois de persuadir Filha a deixar sua arma, Mãe permite que Filha abraça seu novo irmão. Então Mãe explica que ela não é exatamente um robô, mas assim a IA que controla todos os robôs, e explica que foi ela quem começou o evento de extinção da humanidade depois de se convencer de que a humanidade se auto-destruiria mais cedo ou mais tarde. Para evitar uma completa extinção, Mãe disse que tentou refazer a humanidade, orientando-a para ser mais ética e superior. Filha pede à Mãe que confie nela e deixe-a criar o irmão e o resto dos embriões para repovoar a Terra. Convencida da força moral e ética da Filha, Mãe concorda, e Filha atira em seu corpo robótico. Após isso, outro robô rastreia a mulher, e Mãe insinua que sua sobrevivência até então foi orquestrada para que ela pudesse servir aos planos de Mãe, que era testar o quão ética e bem criada Filha era. Com o papel da mulher cumprido, está implícito que Mãe a mata. De volta ao búnquer, Filha está cuidando do bebê, onde ela entra em uma sala cheia de embriões.

## Elenco
- Hilary Swank como Mulher
- Rose Byrne como Mãe (voz)
- Luke Hawker como Mãe (performance).[2]
- Clara Rugaard como Filha
- Hazel Sandery como Toddler

## Recepção
No site agregador de revisão, Rotten Tomatoes, o filme tem uma taxa de aprovação de 90% com base em 50 avaliações e uma média ponderada de 6,88/10. O consenso crítico do site diz: "Suspense, bem-sucedido e inteligente, I Am Mother é uma ambiciosa história de ficção científica que atinge em grande parte seus objetivos impressionantes". Em Metacritic, tem uma pontuação média ponderada de 61 em 100, com base em 13 críticos, indicando "revisões geralmente favoráveis".
O New York Post gostou de I Am Mother, concluindo que, embora o filme "mostre suas cartas um pouco cedo demais, nunca deixa de ser intrigante e tenso", prevendo que Sputore e Rugaard se tornariam estrelas.